# 魏甘德-洛温菲尔德降解反应
魏甘德-洛温菲尔德降解反应（Weygand-Löwenfeld degradation）指糖肟与2,4-二硝基氟苯在碳酸氢钠溶液中反应，得到少一个碳的醛糖，同时生成2,4-二硝基苯酚和氰化氢。
用二氧化碳将反应生成的氰化氢带走，收集并将其转化为氰化银，称重，可知反应的进行程度。